# کشتی‌سازی اسرائیل
اسرائیل شیپیاردس (انگلیسی: Israel Shipyards) شرکت کشتی‌سازی اسرائیلی است، که در سال ۱۹۵۹ توسط دولت اسرائیل تأسیس شد.